# Tapauá
Tapauá is een gemeente in de Braziliaanse deelstaat Amazonas. De gemeente telt 19.884 inwoners (schatting 2009).